# David Broderick Tower
La David Broderick Tower (también conocida como Broderick Tower Lofts) es un rascacielos residencial en el Downtown de Detroit, Michigan. La construcción de esta torre de 112 metros comenzó en 1926 y terminó en 1928. Fue completamente renovada en 2012. Fue el segundo edificio más alto de Michigan cuando se completó originalmente en 1928. Tiene 34 pisos y dos sótanos. Está diseñado con arquitectura neoclásica, escuela de Chicago y diseños Beaux-Arts. La piedra caliza es un material prominente en su superficie. Fue diseñado por los arquitectos Louis Kamper y Paul Kamper para Theodore Eaton.
La torre está ubicada en la esquina sureste de Woodward Avenue y Witherell Street, en el Grand Circus Park frente al David Whitney Building.

## Historia
La torre fue construida originalmente como la Eaton Tower, llamada así por Theodore Horation Eaton, Jr., un importador y distribuidor de productos químicos y colorantes. Fue diseñada por el arquitecto Louis Kamper, quien también diseñ̟ó en Detroit en la misma época la Book Tower y el Book-Cadillac Hotel.
Cambió de propietario y de nombre en 1945, cuando David Broderick, un corredor de seguros de Detroit, la compró y le puso su nombre. Posteriormente creó el Sky Top Club en el piso 33.
Tras su muerte en 1957, la torre cambió de manos muchas veces entre 1963 y 1976, y finalmente terminó en manos de la familia Higgins, que aún conserva una participación en la propiedad.
Un bar llamado Tavern on the Park fue precedido por un restaurante llamado The Flaming Embers, que también cerró más tarde. Otro bar llamado The Pit Stop se abrió en la planta baja en 2007, pero finalmente también cerró. Actualmente, el Detroit Sports Bar & Grille ocupa el piso del nivel de la calle.
El mural de ballenas jorobadas en la fachada posterior fue pintado por el artista detroitino Wyland, que lo terminó el 13 de octubre de 1997.
Motown Construction Partners LLC, liderado por Fred J. Beal, Gerente y Presidente de JC Beal Construction Inc., aseguró el financiamiento para un desarrollo integral de la Torre Broderick en diciembre de 2010. Comenzaron las renovaciones para crear 124 apartamentos en los pisos 5 a 34, tres restaurantes separados en el piso 1 y el nivel inferior adyacente y el entrepiso, y espacio de oficina en los pisos 2 al 4.
El 2 de noviembre de 2012, recibió certificados oficiales de ocupación de la Ciudad de Detroit. La gerencia hizo una llamada a los residentes alrededor de las 3:30 PM; ese día, al menos 5 residentes se mudaron de inmediato. Durante ese mismo fin de semana, al menos 50 residentes más se mudaron. A partir de marzo de 2013, está 100% arrendada y ocupada.

## Galería

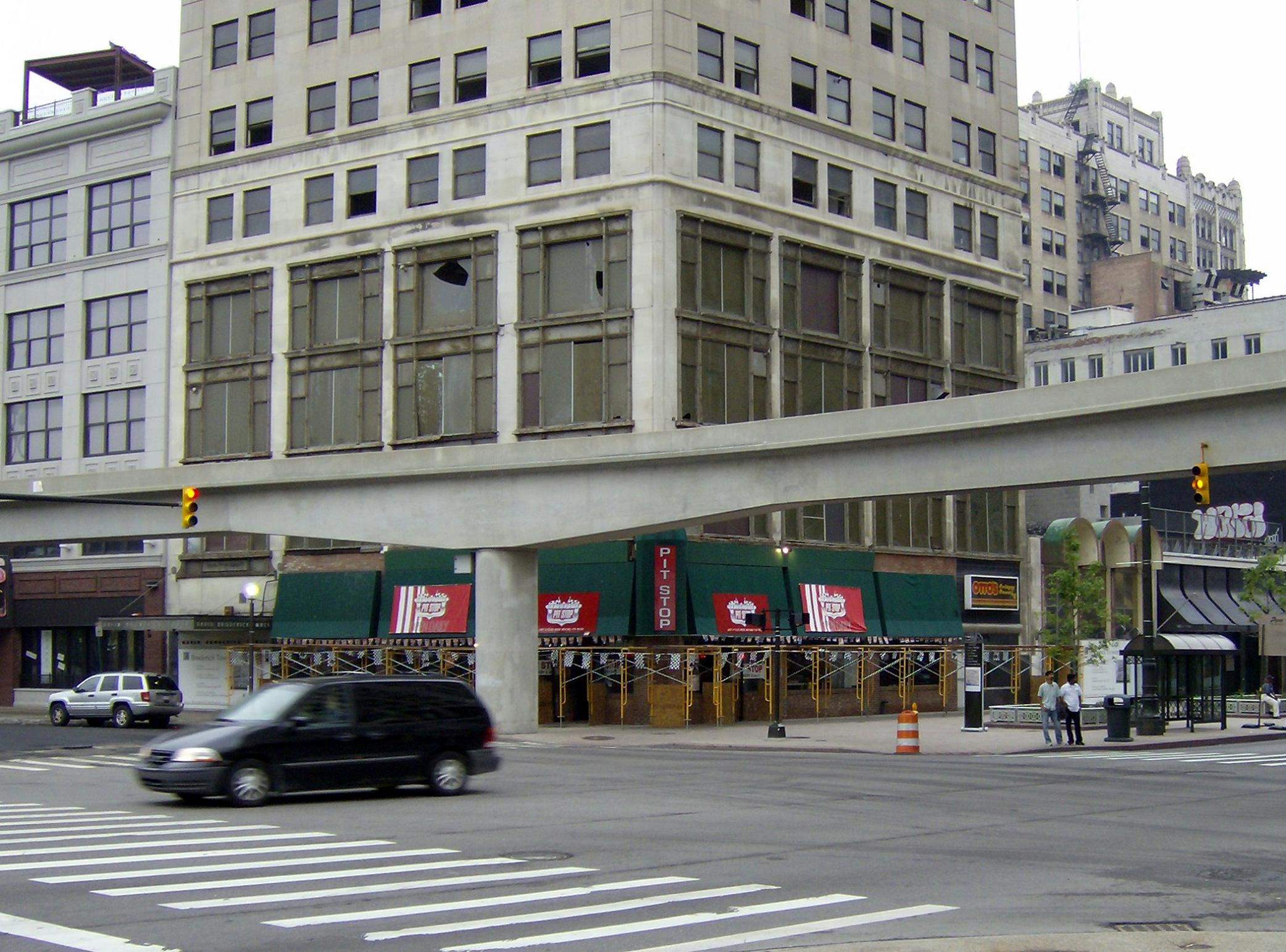
Desde Whitherell Street, con la línea del Detroit People Mover en primer plano
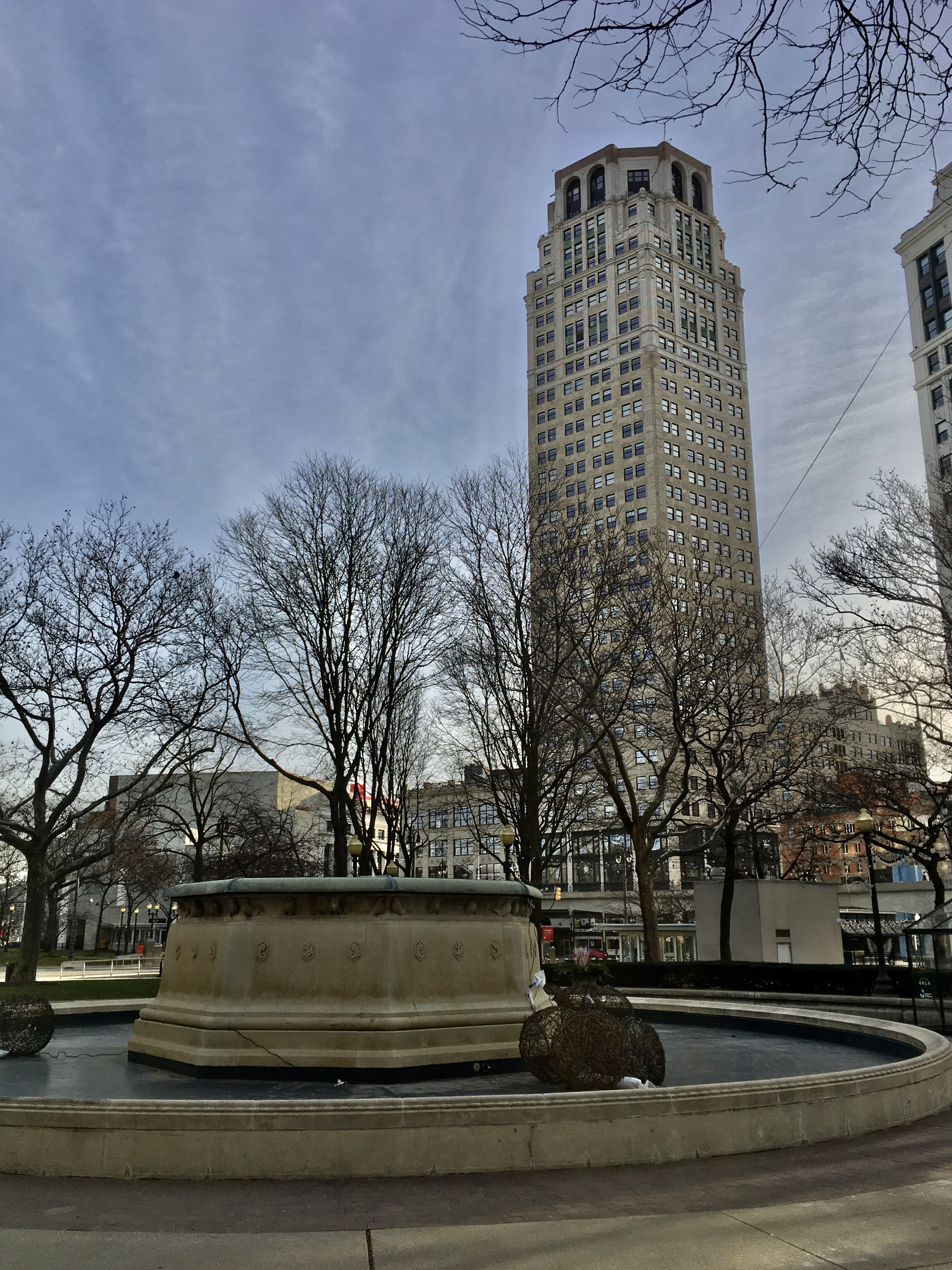
Vista desde el Grand Circus Park
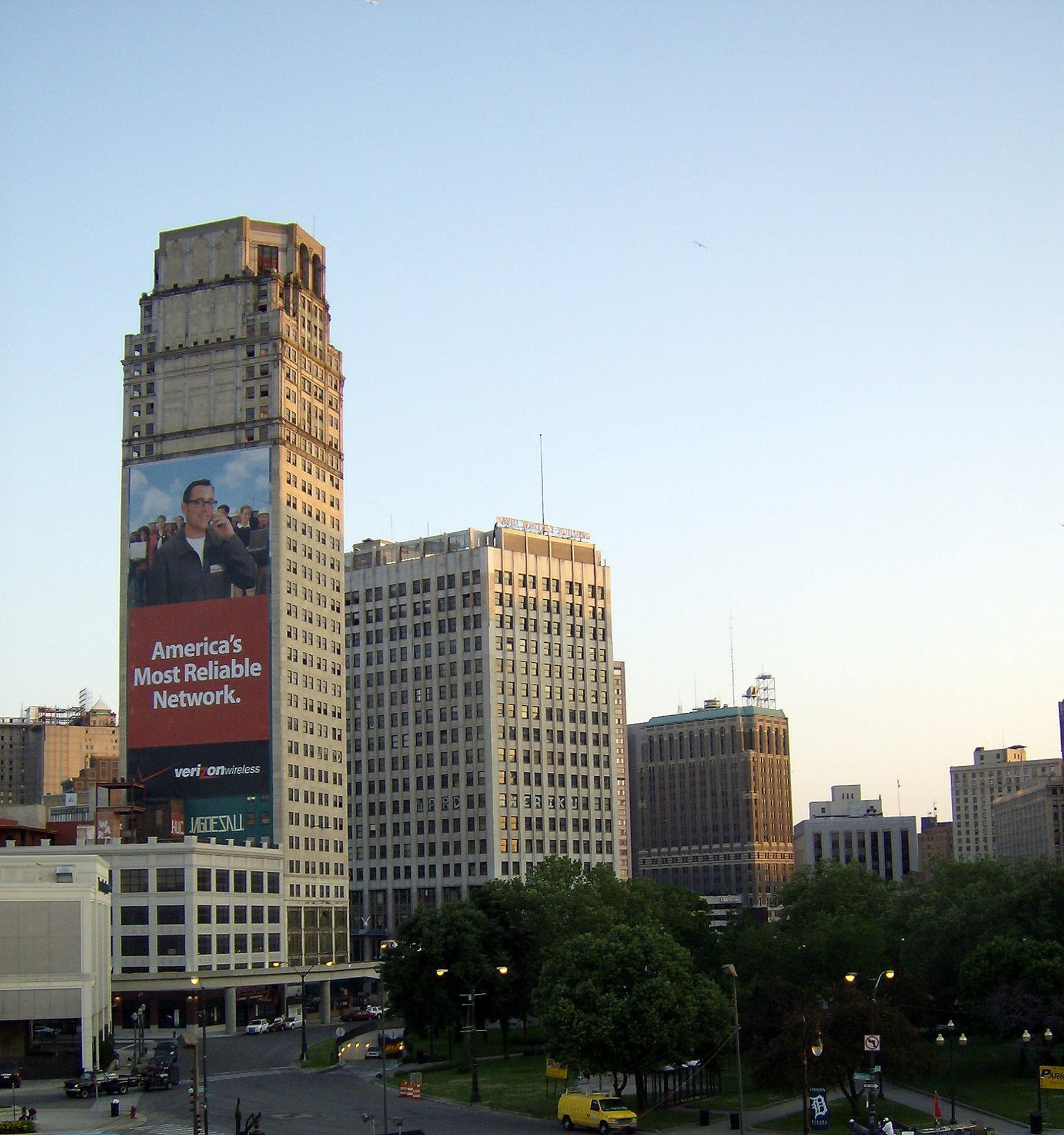
La torre y los edificios David Whitney y United Artists Theatre
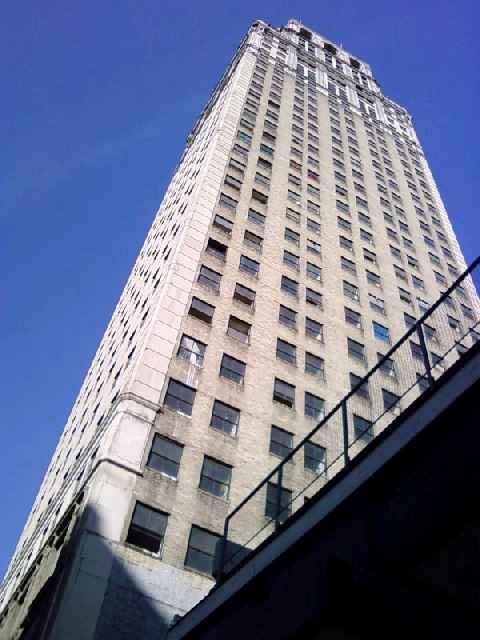
La David Broderick Tower vista desde la base